# Canuto (bosque)

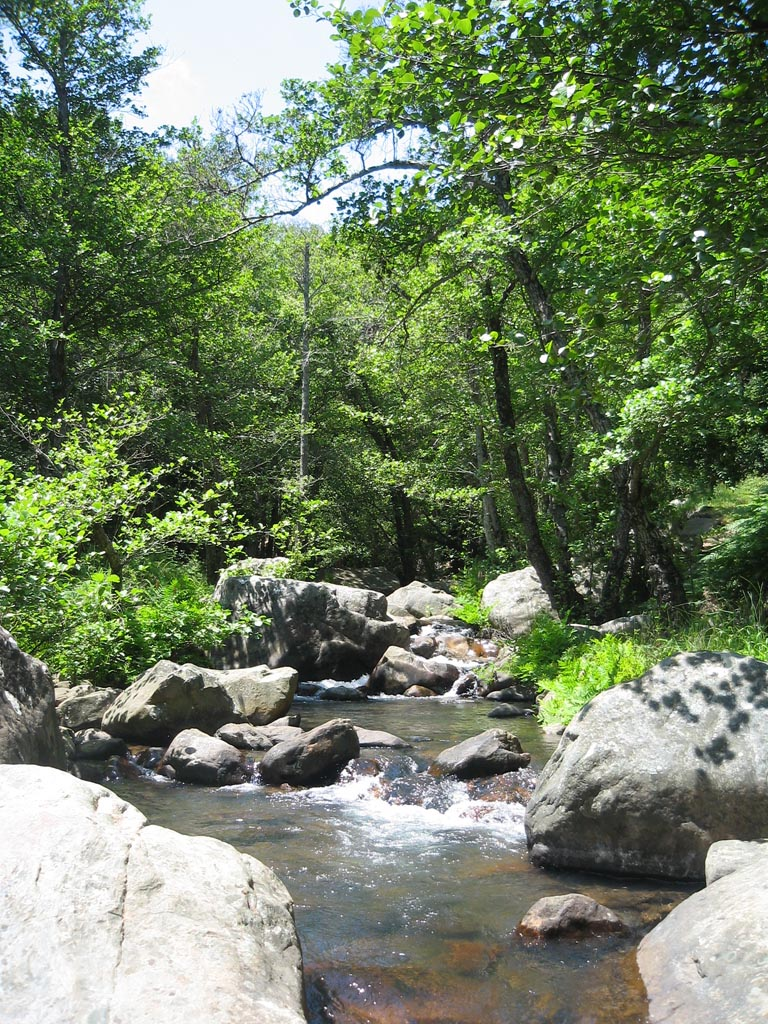
Canuto del Río de la Miel en Algeciras.

Se denomina canuto a un tipo particular de bosque galería presente en los encajonados valles de las sierras del Campo de Gibraltar, Sierra de Grazalema, y Serranía de Ronda, en Andalucía, al sur de España.
Los canutos mantienen hoy día numerosas especies vegetales propias de la flora terciaria europea, gracias a las peculiares características climáticas que ha mantenido la región. La elevada humedad propiciada por la cercanía al mar de las sierras en las que se ubican permite la existencia en los canutos de numerosas especies representantes de la laurisilva junto a otras propias de la vegetación mediterránea. La región mantuvo durante el terciario superior, los últimos bosques tropicales europeos al amparo de las elevadas sierras y la humedad creada por los vientos del estrecho de Gibraltar. Aún hoy en día las corrientes de aire del estrecho, ascienden bruscamente en estas sierras, creando bosques de niebla similares a los presentes en Canarias o Azores.
Típicamente en este tipo de formación vegetal, la zona de mayor humedad, cercana al río o al arroyo, está ocupada por Alnus glutinosa y Fraxinus angustifolia. Ascendiendo en el valle encontramos adelfa, quejigo andaluz, ojaranzo y multitud de especies de helechos como Psilotum nudum, helecho real, Dryopteris affinis, Polystichum setiferum, Culcita macrocarpa, Asplenium scolopendrium, Christella dentata o Davalia canariensis. El estrato siguiente está formado por especies de hoja lauriode como avellanillo, laurel, acebo y por especies arbóreas mediterráneas como alcornoque, coscoja, acebuche o encina, junto a otras especies de extensión geográfica muy limitada como Hedera canariensis o Ruscus hypophyllum y un sotobosque propio del monte mediterráneo.